# Mývatn
A Mývatn egy sekély tó Izland északi részén, aktív vulkáni területen, a Krafla tűzhányó közelében. A tó és a környező vizenyős területek különlegesen gazdag madárvilágnak – különösen kacsáknak – adnak otthont. A tó egy nagy bazaltos lávakitörés következtében jött létre 2300 évvel ezelőtt, és a környező tájat vulkáni eredetű alakzatok – például lávaoszlopok és pszeudokráterek – uralják. A tó vizét levezető Laxá folyóban nagy számban megtalálható a sebes pisztráng és a lazac.
A tó elnevezése – amely az izlandi mý („szúnyog”) és vatn („tó”) szavak összetételéből származik: „szúnyogok tava” – a nagyszámú szúnyogra utal, amelyek nyáron itt találhatók.
A Mývatn név alatt néha nem csak a tavat értik, hanem a környező lakott területeket is. A Laxá folyó, a Mývatn és a környező vizenyős területek természetvédelmi területnek minősülnek.
2000 óta minden nyáron maratonfutást rendeznek a tó körül.

## Fordítás
- Ez a szócikk részben vagy egészben a Mývatn című angol Wikipédia-szócikk ezen változatának fordításán alapul.  Az eredeti cikk szerkesztőit annak laptörténete sorolja fel. Ez a jelzés csupán a megfogalmazás eredetét és a szerzői jogokat jelzi, nem szolgál a cikkben szereplő információk forrásmegjelöléseként.